# Bengt Eriksson (kristen låtskrivare)
För andra betydelser, se Bengt Eriksson.
Bengt Rune Eriksson, född 4 augusti 1945 i Ullångers församling, Västernorrlands län, är en svensk kristen låtskrivare och musiklärare. 
Han har sex av sina sånger representerade i senaste upplagan av Pingströrelsens sångbok Segertoner. En av hans mer kända sånger är "Helige Ande, kom oss nära" en lovsång som sjungits flitigt i Sveriges frikyrkor, den skrevs 1976.
Han är sedan 1973 gift med Nomie Eriksson (född 1955) som skrivit text till flera av hans kompositioner. Paret är bosatt i Skövde.

## Låtar i urval
- Bed en enkel bön, publicerad i Countryton & Gospelsång av Roberth Johansson (Bornelings 2011)
- Bibeln berättar för oss hur det var, text av Daniel Hallberg (nr 414 i Segertoner 1988)
- Helige Ande kom oss nära (nr 684 i Segertoner 1988)
- Ja, när den heliga ande (nr 377 i Segertoner 1988)
- Jag följer dig, Jesus, text av Sven Larson (nr 402 i Segertoner 1988)
- Kärleken från min skapares hand gav mig liv (nr 550 i Segertoner 1988)
- Vi ber för varandra, text av Sören Janson (nr 484 i Segertoner 1988)

## Låtar av Nomie och Bengt Eriksson i urval
- Det levande vattnet, insjungen av Rune Svaninger på skivan Du är morgonen och sången (1990) och familjen Gard på skivan Jag tycker om dej (1992)
- Födas på nytt, insjungen av Gerd och Stellan Hellberg på skivan Låt Jesus bli din sång (1989?)
- Josef och Marias sång, från musikalen Stjärnnatten insjungen av Anna-Lotta Larsson och Mikael Järlestrand på den senares skiva Den första julen (1998)